# Biflacja
Biflacja to stan gospodarki, w którym procesy inflacji i deflacji zachodzą jednocześnie w różnych jej częściach. Termin ten został ukuty w 2003 roku przez dra F. Osborne'a Browna, starszego analityka finansowego w Phoenix Investment Group, a później był szeroko stosowany w mediach. Podczas biflacji następuje wzrost cen (inflacja) towarów kupowanych z dochodu podstawowego (zarobków) i jednoczesny spadek cen (deflacja) towarów kupowanych głównie na kredyt. Biflacja może być widoczna w składzie CPI: niektóre składniki CPI znajdują się w obszarze inflacyjnym, podczas gdy inne stoją w obliczu presji deflacyjnej. Biflacja odzwierciedla złożoność współczesnego systemu finansowego.